# Donald D. Walsh
Donald Devenish Walsh (* 1903; † 1980) war ein US-amerikanischer Übersetzer und Zeitungsverleger.

## Leben
Walsh war von Ende der 1920er Jahre bis 1959 Leiter des Departments für spanische Literatur und Studiendirektor an der Choate Rosemary Hall. Danach war er bis 1966 Direktor des Fremdsprachenprogramms der Modern Language Association. Von 1949 bis 1957 gab er Hispania, die Zeitschrift der American Association of Teachers of Spanish and Portuguese heraus. Bekannt wurde er vor allem als Übersetzer der Werke Pablo Nerudas und Ernesto Cardenals. Er hatte als Übersetzer auch großen Anteil an der 1942 in Dudley Fitts’ Verlag New Direction erschienenen Anthology of Contemporary Latin-American Poetry.

## Übersetzungen
Pablo Neruda
- Love Poems
- The Captain's Verses
- Residence on Earth

Ernesto Cardenal
- The Gospel in Solentiname
- The Gospel in Solentiname: Volume 2

andere
- Ángel González: Harsh World and Other Poems
- Teófilo Cabestrero: Mystic of Liberation: A Portrait of Pedro Casaldaliga
- Julio Alvarez Del Vayo: Give me combat: The memoirs of Julio W. Alvarez del Vayo
- Juana Rosa Pita: Manual de Magia / Manual of Magic